# Булгакова, София Викторовна
София Викторовна Булгакова (1 ноября 2002) — российская футболистка, нападающая клуба «Енисей».

## Биография
Воспитанница красноярской СШОР по футболу «Енисей». В сентябре 2018 года была включена в заявку основной команды «Енисея». Дебютный матч в высшем дивизионе России сыграла 9 мая 2019 года против ижевского «Торпедо», вышла в стартовом составе, отыграв первый тайм. В дальнейшем сыграла ещё 3 матча в высшей лиге в мае-июне 2019 года, но только выходила на замены. В 2020 году выступала за молодёжный состав «Енисея» в первой лиге.
Вызывалась в расширенный состав молодёжной сборной России (до 19 лет), но в официальных матчах не участвовала.